# Малабо Лопело Мелака
Малабо Лопело Мелака или король Малабо I (1837, Фернандо-По — 1937, там же) — сын бывшего короля Буби Моки, занимал пост короля с 1904 года до своей смерти в 1937 году, во времена династии Бахитари. Один из трех его сыновей, Франсиско Малабо Беоса (1896—2001), был наследником королевского престола, а также последним наследником королевства Буби.

## Ранние годы
До своего правления король Малабо I служил секретарем Сас-Эбуэры с 1899 по 1904 год. Когда король Эсааси Эвира (также известный как король Сас-Эбуэра) был арестован испанскими властями и заключен под стражу в 1903 году на один год, король Малабо I вместе со своим братом Лопело Малабо Биоко потеряли веру в то, что антиколониальные выступления против правящей испанской власти увенчаются каким-либо успехом.

## Во время правления
Несмотря на то, что король Малабо I не обладал полным политическим влиянием, он символически служил королем острова Биоко во время своего правления. Его администрация предпринимала бюрократические жесты, такие как благодарность Франсиско Алимаме Кашу, уроженцу Хайдарабада (Британская Индия), за его сотрудничество с местными фермами в улучшении методов ведения сельского хозяйства, предоставив ему участок земли площадью 10-акров (40 469 м2) в деревне Мока. Алимама Кашу в конце концов поселилась в Моке и вышла замуж за члена семьи Малабо.
Во время его правления правительство Испанской Гвинеи достигло полного сотрудничества с народом буби, часто используя насильственные колониальные методы для достижения желаемых результатов.
Последнее антиколониальное восстание произошло в 1910 году в Сан-Карлосе, после убийства европейца по имени Леон Рабадан и двух индийских полицейских. Конфронтация привела к гибели пятнадцати тысяч этнических буби. Сразу после восстания колониальные силы оказали давление на короля Малабо I, чтобы убедить лидеров клана Буби прекратить дальнейшие репрессии. Колониальные лидеры обращались только к самым сопротивляющимся местным лидерам, таким как вождь Риокало.

## Смерть и наследие
Со смертью короля Малабо I в 1937 году, который умер в тюрьме, отбывая пожизненное заключение за убийство испанских колониальных властей, совершённое 19 апреля того же года, политическое влияние администрации Буби, а также традиционная роль племенного короля рассеялись. Династия Бахитари закончилась со смертью сына короля Малабо I, Франсиско, в 2001 году.
В конце 1970-х годов и в соответствии с политикой топонимической африканизации нового правительства Экваториальной Гвинеи столица острова Биоко, ранее известная как британский Порт-Кларенс и испанский Санта-Исабель, была переименована в честь короля Малабо I. В начале 1980-х годов Национальный институт Рея Малабо, ранее названный именем кардинала Сиснероса, последовал его примеру, переименовав свою организацию в честь короля. Кроме того, многие улицы в нескольких странах мира также были названы в честь короля Малабо I.